# Pivijay
Pivijay là một khu tự quản thuộc tỉnh Magdalena, Colombia. Thủ phủ của khu tự quản Pivijay đóng tại Pivijay Khu tự quản Pivijay có diện tích 2147 ki lô mét vuông. Đến thời điểm ngày 28 tháng 5 năm 2005, khu tự quản Pivijay có dân số 43850 người.